# لي ماير
لي ماير (بالإنجليزية: Lee Mair)‏ (9 ديسمبر 1980 بأبردين في المملكة المتحدة - ) هو لاعب كرة قدم بريطاني في مركز الدفاع. لعب مع دندي يونايتد وستوكبورت كونتي ونادي أبردين ونادي سانت ميرين ونادي فالكيرك ونادي دمبرتون ونادي إيست فيف ونادي سترنرير ‏ ونادي دندي ونادي بارتيك ثيسل.

## وصلات خارجية
- لي ماير على موقع قاعدة بيانات كرة القدم.إي يو (الإنجليزية)
- لي ماير على موقع Soccerbase.com (لاعب) (الإنجليزية)